# Vladimir Sjamenko
Vladimir Sjamenko (ukrainska: Шаменко Володимир Володимирович), född den 8 augusti 1972, är en ukrainsk gymnast.
Han tog OS-brons i lagmångkampen i samband med de olympiska gymnastiktävlingarna 1996 i Atlanta.